# 陰晴不定的體操哥哥
《陰晴不定的體操哥哥》是久世岳所著的日本網絡漫畫，由2017年起開始連載於pixiv漫畫旗下的漫畫網站「comic POOL」上連載。改編電視動畫於2021年7月5日首播。

## 登場角色
表田裏道（聲：神谷浩史）
儿童综艺节目《和妈妈在一起》（ママンとトゥギャザー）的主持人“里道大哥哥”。31岁未婚，出身于体育大学的前体操运动员，唯一的爱好是锻炼肌肉，闲时會在家抽烟，酒量很好。身材结实强壮，在工作時外表爽朗干练，但内心情绪十分不稳定，经常在节目演出期间爆出对人生厌倦的消極言行，平時沒上班時都帶著一副生無可戀的撲克臉，被跳吉形容為「陰沉肌肉男」，對後輩很嚴厲。有一個嚴格要求他的父親，有一個妹妹，但父親過於嚴厲在19歲時離家出走了。在體育大學時是優等生。也因其帥氣的外表被當成明星，但其實不善與人相處，那時他的眼裡似乎只有體操。畫畫是毀滅性的爛，睡梦中经常出现握着法式長棍麵包、头部右侧带着尖嘴、表情冷漠的虚拟生物“小鸟先生”。
蛇賀池照（聲：宮野真守）
《和妈妈在一起》扮演唱歌的“池照大哥哥”。名字音同“但是很帥”。前音乐剧演员出身，拥有低沉通透的美声，歌唱水平超群，無論做甚麼事情，只要帶入角色就會展現驚人的潛力。虽然外表俊俏，但笑点低，喜好黄段子，读不懂文章也看不懂气氛，甚至看不懂機械表，總是不敲門，腦中總是想著飯糰，有時候會沒在聽人講話。家里養了一隻名為小百合的大型犬，和主人一樣腦子總是想著飯糰。被裏道知道他的笑点后，经常说一些带有（其音与日语中的“阴茎”相近）的词语来逗笑。
多田野詩乃（聲：水樹奈奈）
《和妈妈在一起》扮演唱歌的“诗乃大姐姐”，名字音同“只是個唱歌的”。毕业于著名音乐大学，卻有奇差的時運。毕业后曾当过冷门偶像，只会模仿的演歌歌手以及夜总会爵士歌手，直到找到現在的工作。演歌歌手時代的藝名為“追出安子”。爱好是看棒球比赛、喝酒和给男友捧场。和同样冷门的搞笑艺人男友同居了6年却未结婚，十分羡慕同龄朋友结婚，時常为婚姻问题而情绪崩溃。目前正在戒菸。
兔原跳吉（聲：杉田智和）
表田裏道大学时的学弟兼室友，在《和妈妈在一起》中扮演人偶兔吉。大學時期是田徑跳高專長。每次喝了酒就會說：「想變得有趣受女孩子歡迎」。没有理财观念，存储的观念仅限于储钱罐，經常借錢不還，爱好是柏青哥和甜食，常常踢到腳趾。对里道的擅作主张抱有不满的情绪，雖然很害怕，也偶尔在背后说其坏话或想辦法捉弄他，因而经常被裏道教训。常常會在里道沒有邀請下擅自去他家玩。
熊谷光夫（聲：中村悠一）
表田裏道大学时的学弟兼室友，在《和妈妈在一起》中扮演人偶熊夫。大學時期是弓道專長。性格冷静，能仔细观察事物，但无法活用这个能力。经常拆兔原的台。興趣是釣魚，喜歡動物。匠人家庭出身，家教很嚴，為了反抗這樣的生活曾經當過不良少年，後來因為弟弟的提議下加入了弓道部便金盆洗手，現在已經戒了菸。非常疼愛自己的弟弟。
出木田适人（聲：堀内贤雄）
《和妈妈在一起》的导演，对于节目中演员的厌恶表现似乎能包容，偶然会提出一些不切实际的令演员无言以对的演出要求。
枝泥英德（聲：花江夏樹）
《和妈妈在一起》的助理导演。名字音同“助理導演(AD)”。26歲。
緣之下嘉代（聲：高橋未奈美）
《和妈妈在一起》的助理导演。名字音同“默默付出的人嗎”。20歲。
邊雨育子（聲：佐藤利奈）
《和妈妈在一起》的髮型設計。名字音同“hair make子”。32歲。
木角半兵衛（聲：木村良平）
音同“企劃部”，HMK販售企劃部的社員，24歲，頭髮很長，有非常多耳飾、唇環跟舌環。雖然看起來笑笑的，但實際上比表田裏道還陰晴不定，發作的時候經常會有大吼或其他衝動行為。裏道有时会觉得和他合得来而想打开心扉时，会因为他突然发作而又紧闭心门。过去有经营乐队，后来其他成员散伙后各奔前程而显得其十分落魄。
亞蒙（聲：津田健次郎）
《和妈妈在一起》的演出家，42歲，本名田中留三郎。前額劉海蓋過眼睛，常常因為想不出好的企劃而向演出者求助。
上武裁人（聲：鈴村健一）
發音同英語“website”（網站），HMK數字企劃部的社員，24歲，自稱對三次元的沒興趣，和木角同期入職。
貓田又彥（聲：小野大輔）
“貓踢”酒吧的店長，28歲，表田裏道的大學後輩。大學時期和兔原、熊谷為室友，後為了與女友居住而搬出宿舍。育有兩名同父異母子女。
蛇贺眩衣（声：日笠阳子）
蛇賀池照的姐姐，名字音同“但是很美”。和池照同居，美女音乐家和小提琴家。和弟弟一样都是经常心不在焉，没听人说话。
神之聲（声：大塚芳忠）
动画中的旁白。

## 出版書籍
| 卷數 | 一迅社         | 一迅社                                                  | 東立出版社     | 東立出版社             |
| 卷數 | 發售日期       | ISBN                                                    | 發售日期       | ISBN                   |
| ---- | -------------- | ------------------------------------------------------- | -------------- | ---------------------- |
| 1    | 2017年9月27日  | ISBN 978-4-7580-1575-2                                  | 2019年10月3日  | ISBN 978-957-26-3120-1 |
| 2    | 2018年4月27日  | ISBN 978-4-7580-1597-4                                  | 2023年12月28日 | ISBN 978-957-26-3121-8 |
| 3    | 2019年1月29日  | ISBN 978-4-7580-1628-5                                  |                |                        |
| 4    | 2019年10月29日 | ISBN 978-4-7580-1666-7                                  |                |                        |
| 5    | 2020年5月29日  | ISBN 978-4-7580-1693-3 ISBN 978-4-7580-1694-0（特装版） |                |                        |
| 6    | 2021年6月21日  | ISBN 978-4-7580-1722-0 ISBN 978-4-7580-1723-7（特装版） |                |                        |
| 7    | 2022年1月28日  | ISBN 978-4-7580-1756-5                                  |                |                        |
| 8    | 2022年10月19日 | ISBN 978-4-7580-1779-4 (特装版） ISBN 978-4-7580-1778-7 |                |                        |
| 9    | 2023年7月21日  | ISBN 978-4-7580-1825-8                                  |                |                        |
| 10   | 2024年7月31日  | ISBN 978-4-7580-1901-9 ISBN 978-4-7580-1902-6（特裝版） |                |                        |
| 11   | 2025年5月30日  | ISBN 978-4-7580-1994-1                                  |                |                        |

## 迴響
《陰晴不定的體操哥哥》獲得宮脇書店主辦的Miyawaki Comic Awards（ミヤコミ）2018獎項、第3屆下一部人氣漫畫大賞網絡漫畫類別的第1名和WEB漫畫總選舉2017（WEBマンガ総選挙2017）獨立製作部門的第1名。在2019年10月宣布動畫化時的累積發行量已超過100萬本。

## 電視動畫
2019年10月25日，宣布決定改編為動畫，並公布主要角色的多名聲優。原定於2020年內播映，因受2019冠狀病毒病疫情對日本的影響，於2020年6月26日宣布延後至2021年播映。

### 製作人員
- 原作、監修：久世岳
- 導演：長山延好
- 系列構成：待田堂子
- 角色設計：高橋瑞紀、柴田裕介
- 音響監督：小泉紀介
- 音樂：羽岡佳
- 動畫製作：Studio Blanc.

### 主題曲
片頭曲《ABC體操》（ABC体操）(最終話作為片尾曲使用)
作詞：久世岳，作曲、編曲：菊谷知樹，主唱：池照哥哥（宮野真守）、詩乃姊姊（水樹奈奈）
片尾曲《Dream on》(最終話未使用)
作詞、作曲、編曲：sty，主唱：宮野真守
劇中歌
《為什麼總是在沒帶傘的時候下雨》（傘もってないときに限って雨降るのなんで）（第2話）
作詞：久世岳，作曲、編曲：菊谷知樹，主唱：詩乃姊姊（水樹奈奈）
《擅長不擅長》（得手不得手）（第5話）
主唱：池照哥哥（宮野真守）、詩乃姊姊（水樹奈奈）
《貓咪看著空無一物的空間》（猫が何もない空間を見てる）（第5話）
主唱：詩乃姊姊（水樹奈奈）
《人生不過如此》（どうせそんな人生）（第5話）
作詞：久世岳，作曲、編曲：菊谷知樹，主唱：裏道哥哥（神谷浩史）
《以為是袖口 結果是領口》（袖かと思ったら襟ぐり）（第6話）
主唱：孩子們
《浪花之戀的情侶裝》（浪花の恋のペアルック）（第6、12話）
作詞：久世岳，作曲、編曲：菊谷知樹，主唱：詩乃姊姊（水樹奈奈）
《無盡的酷暑》（エンドレス猛暑）（第10話）
作詞：久世岳，作曲、編曲：菊谷知樹，主唱：池照哥哥（宮野真守）、詩乃姊姊（水樹奈奈）
《極寒漩渦》（極寒スパイラル）（第10話）
作詞：久世岳，作曲、編曲：菊谷知樹，主唱：池照哥哥（宮野真守）、詩乃姊姊（水樹奈奈）
《為甚麼試吃時很好吃的麵包買回家就味道一般般了呢》（試食でめっちゃ美味しかったパン買って帰ると普通なのなんで）（第11話）
作詞：久世岳，作曲、編曲：菊谷知樹，主唱：池照哥哥（宮野真守）、詩乃姊姊（水樹奈奈）

### 各集列表
| 集數   | 日文標題 | 中文標題             | 編劇     | 分鏡                                        | 演出                                        | 作畫監督                            | 總作畫監督                   | 首播日期 （2021年） |
| ------ | -------- | -------------------- | -------- | ------------------------------------------- | ------------------------------------------- | ----------------------------------- | ---------------------------- | ------------------- |
| 第1話  |          | 陰晴不定的體操哥哥   | 待田堂子 | 長山延好                                    | 澀谷亮介                                    | 中山和子、小山菜穂、櫻井拓郎、Synod | 中山和子                     | 7月6日              |
| 第2話  |          | 学长和学弟           | 待田堂子 | 齋藤昭裕                                    | 高橋英俊                                    | 、明光、Synod                       | 中山和子                     | 7月13日             |
| 第3話  |          | 洗手漱口很重要       | 森江美咲 | 柴田裕介                                    | 柴田裕介                                    | 林可爲、櫻井拓郎、Synod、EverGreeen | 中山和子                     | 7月20日             |
| 第4話  |          | 无尽的酷暑           | 上原莉惠 | 涩谷亮介                                    | 澀谷亮介、青木香奈枝、 渡真利晃喜、石栗和弥 | 田中有纱、Synod                     | 中山和子                     | 7月27日             |
| 第5話  |          | 这场演出结束之后     | 待田堂子 | 長山延好                                    | 柴田裕介                                    | 长友望巳、Synod、                   | 中山和子、长友望巳           | 8月3日              |
| 第6話  |          | 想不起来那个东西     | 上原莉惠 | 齋藤昭裕                                    | 渡真利晃喜、石栗和弥                        | 神龍、EverGreeen                    | 中山和子                     | 8月10日             |
| 第7話  |          | 一个人可以的啦       | 森江美咲 | 柴田裕介、渡真利晃喜、青木香奈枝、石栗和弥  | 柴田裕介、渡真利晃喜、青木香奈枝、石栗和弥  | Synod、                             | 柴田裕介                     | 8月17日             |
| 第8話  |          | 揣度與良心           | 森江美咲 | 吉田泰三                                    | 渡真利晃喜、青木香奈枝                      | 露木愛里、藤田和行、Synod           | 中山和子、露木愛里           | 8月24日             |
| 第9話  |          | 最近的年輕人         | 上原莉惠 | 吉田泰三                                    | 青木香奈枝、石栗和弥、 渡真利晃喜、山本隆太 | 藤田和行、林可爲、Synod             | 中山和子、露木愛里           | 8月31日             |
| 第10話 |          | 極寒漩渦             | 上原莉惠 | 澀谷亮介、渡真利晃喜、 青木香奈枝、石栗和弥 | 澀谷亮介、青木香奈枝、 石栗和弥             | 神龍                                | 中山和子、露木愛里           | 9月7日              |
| 第11話 |          | 命運般的相遇         | 待田堂子 | 久慈悟郎                                    | 村上貴之                                    | 藤田和行、Synod、                   | 中山和子、露木愛里           | 9月14日             |
| 第12話 |          | 笨拙的笑容           | 森江美咲 | 柴田裕介、渡真利晃喜、 青木香奈枝、石栗和弥 | 渡真利晃喜、青木香奈枝、 石栗和弥           | Synod、、 神龍、                    | 柴田裕介、中山和子、露木愛里 | 9月21日             |
| 第13話 |          | 永遠的《和媽媽一起》 | 待田堂子 | 柴田裕介、渡真利晃喜、 青木香奈枝、石栗和弥 | 柴田裕介、渡真利晃喜、 青木香奈枝、石栗和弥 | 、Synod                             | 中山和子、露木愛里           | 9月28日             |

### 播映平台
| 播映地區         | 播映平台 | 播映日期             | 播映時間              | 備註  |
| ---------------- | -------- | -------------------- | --------------------- | ----- |
| 香港、澳門、台灣 | bilibili | 2021年7月6日-9月28日 | 星期二 00:00（UTC+8） | [ 5 ] |
| 中國大陸         | 哔哩哔哩 | 2021年7月6日-10月5日 | 星期二 00:00（UTC+8） | [ 6 ] |

## 外部連結
- 漫畫官方網站（日語）
- 電視動畫官方網站（日語）